# Turkijski jezici
Turkijski jezici su skupina od 40 srodnih jezika kojima govore brojni narodi rasprostranjeni na širokom području od istočne Europe do Sibira i zapadne Kine. Po uglavnom odbačenim teorijama svrstavaju se u altajske jezike. 
Turkijski jezik s najviše govornika je turski jezik (ne treba miješati nazive turski i turkijski).
Turkijski jezici su aglutinativni jezici i pokazuju samoglasničku harmoniju.

## Podjela turkijskih jezika
Iako su se različita turkijska plemena i njihovi jezici miješali s drugima kroz stoljeća, što je znatno otežavalo razredbu, vrlo pojednostavljena razredba izgledala bi ovako:
- jugozapadna ili oguska skupina:
  - zapadni: turski, gagauski, azerbejdžanski, pečeneški (izumrli, moguće da je bio kipčački)
  - istočni: horasanski, turkmenski
  - južni: kaškajski
  - salarski
- sjeverozapadna ili kipčačka skupina:
  - aralo-kaspijska: kazahski, kirgiski, karakalpački, nogajski
  - ponto-kaspijski: karačajsko-balkarski, kumički, karaimski, krimskotatarski, krimčački, urumski, pečeneški jezik (izumrli, moguće da je oguski), kumanski (izumrli)
  - uralski: tatarski, baškirski, čulimski
- sjeveroistočna ili sibirska skupina: 
  - sjeverna sibirska skupina: jakutski, dolganski
  - južna sibirska skupina: tuvanski, tofalarski, žutoujgurski, čulimski
- jugoistočna ili ujgursko-karlučka skupina: 
  - uzbečki, ujgurski, čagatajski (izumrli)
- ogurski (ili hunski) jezici (takozvani lir-turkijski)
  - bolgarski jezik
    - čuvaški, povolško-bugarski jezik (izumrli jezik, sporno)

  - kazarski (izumrli, sporno)
  - hunski (sporno)
- arguska skupina
  - halački

Razni elementi su ušli u turskijske jezike, posebno iz kineskog, perzijskog, ruskog i arapskog jezika, a razni elementi iz turkijskih jezika su se proširili do najsjevernijih krajeva Rusije.

## Vanjske poveznice
- Ethnologue (14th)
- Ethnologue (15th)